# Hospital Universitário de Örebro
O Hospital Universitário de Örebro (em sueco:  Universitetssjukhuset Örebro) é um dos 7 hospitais universitários da Suécia. Está situado na cidade de Örebro. Serve como hospital de proximidade e como hospital regional especializado do condado de Örebro. Acolhe pacientes de outras partes do país, para tratamento no campo da cardiologia, oncologia e oftalmologia. 
Tem cerca de 55 enfermarias e secções (2020). Dispõe de 462 lugares de tratamento, servidos por um pessoal da ordem dos 3 600 funcionários.
Alberga a formação de médicos (desde 2011) e a investigação clínica (doenças inflamatórias, doenças do intestinos, cuidados paliativos e doenças cancerígenas) em cooperação com a Universidade de Örebro.